# Pierre Cureau de La Chambre
Pour l’article homonyme, voir Cureau de La Chambre.
Pierre Cureau de la Chambre (20 décembre 1640 à Paris - 15 avril 1693 à Paris) est un homme d'Église français.

## Biographie
Fils du médecin Marin Cureau de La Chambre, il est atteint de surdité et doit abandonner ses études de médecine. Il voyage en Italie et se lie d’amitié avec la sculpteur Gian Lorenzo Bernini et l’historien des arts Carlo Cesare Malvasia. Il étudie la théologie, publie en 1664 un recueil d’œuvres de son père et fréquente le salon et la marquise de Sablé. Protégé de Colbert et de l’ami de son père, le chancelier Séguier, qui l’avait tenu sur les fonts baptismaux, il est élu membre de l’Académie française en 1670. Vers 1668, il était devenu curé de la paroisse Saint-Barthélémy de Paris. Il meurt lors de la famine de 1693, pendant laquelle il s’épuise à rendre secours à ses paroissiens les plus démunis.
Cet homme de réputation savante, qui correspondait avec Pierre de Fermat, n’a laissé que des panégyriques et des oraisons funèbres prononcés en hommage à Thérèse d’Avila, Bernini, Marie-Thérèse d’Autriche, Pierre Séguier, Rose de Sainte-Marie de Lima, Charles Borromée et saint Louis.